# Бојна (Глина)
Бојна је насељено мјесто на подручју града Глине, Банија, Сисачко-мославачка жупанија, Република Хрватска.

## Географија
Мјесто се налази уз саму границу са Босном, на надморској висини од преко 220 метара.

## Историја
Бојна се од распада Југославије до августа 1995. године налазила у Републици Српској Крајини.

## Култура
Српска православна црква посвећена мученику Светом Ђорђу саграђена је 1872. године. Срушена је 1943. током Другог свјетског рата.

## Становништво
На попису становништва 2011. године, Бојна је имала 28 становника.
| Националност       | 1991. | 1981. | 1971. | 1961. |
| Срби               | 226   | 339   | 532   | 665   |
| Југословени        |       | 3     |       | 1     |
| Хрвати             |       |       | 4     | 1     |
| остали и непознато |       | 3     | 1     |       |
| Укупно             | 226   | 345   | 537   | 667   |

| Демографија | Демографија | Демографија |
| Година      | Становника  | Становника  |
| ----------- | ----------- | ----------- |
| 1961.       | 667         |             |
| 1971.       | 537         |             |
| 1981.       | 345         |             |
| 1991.       | 226         |             |
| 2001.       | 32          |             |
| 2011.       |             | 28          |

## Попис 1991.
На попису становништва 1991. године, насељено место Бојна је имало 226 становника, следећег националног састава:
| Попис 1991.‍ | Попис 1991.‍ | Попис 1991.‍ | Попис 1991.‍ | Попис 1991.‍ |
| ----------- | ----------- | ----------- | ----------- | ----------- |
|             |             |             |             |             |
| Срби        | Срби        |             | 226         | 100%        |
| укупно: 226 |             |             |             |             |

## Знамените личности
- Раде Грмуша, народни херој Југославије
- Адам Грубор, доктор педагогије и универзитетски професор